# Riegmeer
Riegmeer was een waterschap in de provincie Drenthe, en ging in 1995 met De Oude Vaart, De Wold Aa, Middenveld en Smilde op in waterschap Meppelerdiep. Het hoofdkantoor stond in Zuidwolde.